# Ratia
Ratia é uma cidade  no distrito de Fatehabad, no estado indiano de Haryana.

## Geografia
Ratia está localizada a 29° 41′ N, 75° 35′ L. Tem uma altitude média de 210 metros (688 pés).

## Demografia
Segundo o censo de 2001, Ratia tinha uma população de 23 821 habitantes. Os indivíduos do sexo masculino constituem 53% da população e os do sexo feminino 47%. Ratia tem uma taxa de literacia de 61%, superior à média nacional de 59,5%: a literacia no sexo masculino é de 66% e no sexo feminino é de 55%. Em Ratia, 15% da população está abaixo dos 6 anos de idade.